# Radio Musicola (singolo)
Radio Musicola è un singolo del cantautore britannico Nik Kershaw, pubblicato nel dicembre 1986 come terzo estratto dall'album omonimo.
Il brano è stato scritto e prodotto dallo stesso Kershaw.
Il lato b del singolo è intitolato L.A.B.A.T.Y.D..

## Tracce
7" Single (MCA NIK 11)
1. Radio Musicola – 4:16
2. L.A.B.A.T.Y.D. – 4:12

12" Maxi (MCA NIKT 11 [uk])
1. Radio Musicola (Extended Version) – 7:15
2. L.A.B.A.T.Y.D. – 4:15
3. Radio Musicola – 4:16